# Невская, Валентина Павловна
Валенти́на Па́вловна Не́вская (1 августа 1919, Самара — 29 января 2009, Ставрополь) — советский и российский историк и антиковед, исследователь истории Карачаево-Черкесии. Доктор исторических наук, профессор.

## Биография
Родилась 1 августа 1919 года в Самаре. Вскоре семья перебралась в Москву. Дед Валентины был священником, отец — сотрудником Внешторга. Он часто направлялся в длительные командировки, и семья путешествовала вместе с ним. Валентина побывала в Иране (Персии), на Дальнем Востоке, в Германии (в Лейпциге) и Японии. Окончив школу в Москве с отличным аттестатом, она поступила в Институт иностранных языков на филологическое отделение. Спустя год она забрала документы и поступила на исторический факультет МГПИ им. Ленина.
В 1938 году отец был арестован по обвинению в шпионаже. Мать выслали из Москвы, Валентину отчислили из университета. Она вышла замуж, родила дочь. Работала в библиотеке. В самом начале войны мужа призвали на фронт, а чуть позже она вместе с дочерью отправилась в эвакуацию в Ташкент, где устроилась на работу на Хлопковый завод № 1, затем переехала в Самару (Куйбышев), работала на райпромкомбинате и в артели им. Парижской Коммуны.
Возобновить учёбу в университете удалось лишь в 1947 году. После окончания вуза она поступила в аспирантуру и под руководством В. Н. Дьякова в 1950 году защитила кандидатскую диссертацию «Византий в классическую и эллинистическую эпохи». У матери не было права проживания в Москве и при распределении Валентина Павловна попросила распределить её в за пределы столицы. Работала в Муромском учительском институте. В 1951 году уехала в Карачаево-Черкесию, где стала доцентом учительского института, а с 1953 года — заведующей сектором Карачаево-Черкесского НИИ. В 1966 году в Ростовском университете была защищена докторская диссертация на тему «Карачай в XIX веке. Эволюция аграрного строя и сельской общины». С 1971 года работала в Ставропольском педагогическом институте. С 1976 года заведовала кафедрой всеобщей истории, преподавала историю древнего мира.
В последние годы жизни ослепла. Умерла 29 января 2009 года.

## Научная деятельность
Исследовательскую деятельность начинала как антиковед, специализирующийся на фракийско-причерноморском регионе, о чём свидетельствует её кандидатская диссертация «Византий в классическую и эллинистическую эпохи». После переезда на Северный Кавказ заинтересовалась местной историей и в результате написала монографию «Присоединение Черкесии к России и его социально-экономические последствия» (1956). Дальнейшие исследования посвящены истории народов Карачаево-Черкесии — черкесов, абазин, ногайцев, истории Карачая в XIX в, истории Ставропольского края, Северного Кавказа и Дона в XVIII—XIX вв. Выступала редактором многих академических изданий — монографий и сборников статей.

## Основные работы
- Византий в классическую и эллинистическую эпохи. М.: АН СССР, 1953. 156 с.
- Присоединение Черкесии к России и его социально-экономические последствия / под ред. П. А. Брюханова. Черкесск: Кн. изд., 1956. 168 с.
- Социально-экономическое развитие Карачая в XIX веке: (дореформенный период) / под ред. Х. О. Лайпанова. Черкесск: Карачаево-Черкесское книжное изд-во, 1960. 159 с.
- Карачай в пореформенный период / под ред. А. В. Фадеева. Ставрополь: Кн. изд-во, 1964. 224 с.
- Очерки истории Карачаево-Черкесии: в 2-х томах. Ставрополь: Кн. изд-во, 1967—1972. Т. 1: С древнейших времён до Великой Октябрьской социалистической революции / отв. ред. В. П. Невская. 600 с.
- Аграрный вопрос в Карачае и Черкесии в эпоху империализма. Черкесск: Ставроп. кн. изд-во. Карачаево-Черкес. отд-ние, 1972. 216 с.
- Карачаевцы: Ист.-этногр. очерк / В. П. Невская, И. М. Шаманов, Е. П. Алексеева и др. / отв. ред. Л. И. Лавров. Черкесск: Ставроп. кн. изд-во. Карачаево-Черкес. отд-ние, 1978. 335 с.
- Социально-экономическое, политическое и культурное развитие народов Карачаево-Черкесии (1790—1917): Сб. документов / сост. В. П. Невская и др. Ростов н/Д: Изд-во Рост. ун-та, 1985. 287 с.
- История Ставропольского края от древнейших времён до 1917 года: Регион. учеб. для общеобразоват. шк. / под ред. В. П. Невской. Ставрополь: Изд-во Ставроп. краев. ин-та повышения квалификации работников образования, 1996. 303 с. ISBN 5-900429-07-5

## Награды и почётные звания
- Заслуженный профессор Ставропольского государственного университета.
- Заслуженный деятель науки Карачаево-Черкесии.
- Кавалер ордена Трудового Красного Знамени.
- Медали «За трудовую доблесть», «За доблестный труд», «За долголетний добросовестный труд», «Ветеран труда», нагрудный знак «Отличник просвещения СССР».